# Lista över svenska flygdivisioner (1936−2004)
Detta är en lista över svenska flygdivisioner. I samband med försvarsbeslutet 1936 omorganiserades det svenska flygvapnet från tidigare flygkårer till flygflottiljer, där varje flottilj organiserade i regel tre flygande divisioner. Flygdivisionerna var till en början organiserade som bomb, jakt och spaning. Under 1950-talet omorganiserades bombflygdivisionerna till attackflygdivisioner.
I svenska flygvapnet har divisionerna sedan 1940-talet haft färger kombinerat med ett namn ur bokstaveringsalfabetet som namn. 4. divisionen kunde ha olika funktioner vid flottiljerna, till exempel kunde den fungera som stabsdivision, transportflyggrupp eller utbildningsenhet för meteorologer och värnpliktiga på flottiljerna, och var i regel inte utrustade med någon flygande utrustning.
Namnet på divisionen har använts för att visa vilken flygflottilj den tillhör. Exempelvis har första divisionen på Skånska flygflottiljen (F 10) benämnts Johan Röd. Motsvarande namn användes även som militär anropssignal, till exempel Johan 57, vilket motsvarade AJS 37 Viggen på F 10 Ängelholm.
Divisionerna har olika beteckning i flygvapnets freds- respektive krigsorganisation. Till exempel var "Rudolf Röd" 1.div/F 18 i fredsorganisationen och 181. jaktflygdivisionen i krigsorganisationen. I vissa fall kunde en division i fredsorganisationen fördelas på två divisioner i krigsorganisationen. Som en följd av försvarsbeslutet 2000 avskaffades freds- och krigsorganisationerna och de divisioner som fanns kvar organiserades som insatsförband i form av stridsflygdivisioner.

## Flygdivisioner
| Division nr       | Division nr                  | Anropssignal | Roll                         | Aktiv     | Kommentar |
| Fredsorg.         | Kriorg.                      |              |                              |           | |
| ----------------- | ---------------------------- | ------------ | ---------------------------- | --------- | --- |
| 1.div/F 1         | 11. lätta bombflygdivisionen | Adam Röd     | Bomb                         | 1936–1949 | Omorganiserad 1949 till jakt |
| 1.div/F 1         | 11. jaktflygdivisionen       | Adam Röd     | Jakt                         | 1949–1976 | Krigsförbandet baserades på Hässlö flygplats. Upplöst 1976                                                                               |
| 2.div/F 1         | 12. lätta bombflygdivisionen | Adam Blå     | Bomb                         | 1936–1949 | Omorganiserad 1949 till jakt |
| 2.div/F 1         | 12. jaktflygdivisionen       | Adam Blå     | Jakt                         | 1949–1982 | Krigsförbandet baserades på Hässlö alternativt Barkarby. Upplöst 1982                                                                    |
| 3.div/F 1         | 13. lätta bombflygdivisionen | Adam Gul     | Bomb                         | 1936–1949 | Omorganiserad 1949 till jakt |
| 3.div/F 1         | 13. jaktflygdivisionen       | Adam Gul     | Jakt                         | 1949–1982 | Krigsförbandet baserades på Hässlö alternativt Kramfors. Ombaserad till Tullinge flygbas 1981 och 1983 överförd till F 16 som Petter Röd |
| 1.div/F 2         | 21. spaningsflygdivisionen   | Bertil Röd   | Marinspaning                 | 1936–1949 | Upplöst 1949 |
| 2.div/F 2         | 22. spaningsflygdivisionen   | Bertil Blå   | Marinspaning                 | 1936–1949 | Upplöst 1949 |
| 1.div/F 3         | 31. spaningsflygdivision     | Cesar Röd    | Spaning                      | 1936–1948 | Omorganiserad 1948 till jakt |
| 1.div/F 3         | 31. jaktflygdivisionen       | Cesar Röd    | Jakt                         | 1948–1973 | Krigsförbandet baserades på Malmslätt alternativt Ålem. Överförd 1973 till F 17                                                          |
| 2.div/F 3         | 32. spaningsflygdivision     | Cesar Blå    | Spaning                      | 1936–1948 | Omorganiserad 1948 till jakt |
| 2.div/F 3         | 32. jaktflygdivisionen       | Cesar Blå    | Jakt                         | 1948–1973 | Krigsförbandet baserades på Hultsfred. Överförd 1973 till F 17                                                                           |
| 3.div/F 3         | 33. spaningsflygdivision     | Cesar Gul    | Spaning                      | 1936–1948 | Omorganiserad 1948 till jakt |
| 3.div/F 3         | 33. jaktflygdivisionen       | Cesar Gul    | Jakt                         | 1948–1967 | Krigsförbandet baserades på Hagshult. Omorganiserad 1967 till Målflygdivisionen                                                          |
| Målflygdivisionen |                              | Cesar Gul    | Målflyg                      | 1967–1997 | Fredsförband som behöll baseringen på Malmslätt och anropssignalen Cesar Gul även efter nedläggningen av F 3.                            |
| 5.div/F 3         | 35. spaningsflygdivisionen   | Cesar Svart  | Spaning                      | 1936–1941 | Överförd 1941 till F 11 |
| 1.div/F 4         | 41. lätta bombflygdivisionen | David Röd    | Bomb                         | 1936–1946 | Omorganiserad 1947 till jakt |
| 1.div/F 4         | 41. jaktflygdivisionen       | David Röd    | Jakt                         | 1947–2004 | Krigsförbandet baserades på Kramfors alternativt Kubbe. Upplöst 2004                                                                     |
| 2.div/F 4         | 42. lätta bombflygdivisionen | David Blå    | Bomb                         | 1936–1946 | Omorganiserad 1947 till jakt |
| 2.div/F 4         | 42. jaktflygdivisionen       | David Blå    | Jakt                         | 1947–2004 | Krigsförbandet baserades på Sättna alternativt Färila. Upplöst 2004                                                                      |
| 3.div/F 4         | 43. lätta bombflygdivisionen | David Gul    | Bomb                         | 1936–1946 | Omorganiserad 1947 till jakt |
| 3.div/F 4         | 43. jaktflygdivisionen       | David Gul    | Jakt                         | 1947–1978 | Krigsförbandet baserades på Heden alternativt Kiruna. Upplöst 1978                                                                       |
| 1.div/F 5         | 51. lätta attackdivisionen   | Erik Röd     | Grundläggande flygutbildning | 1969–1997 | Krigsförbandet baserades på Gunnarns flygbas.                                                                                            |
| 2.div/F 5         | 52. lätta attackdivisionen   | Erik Blå     | Grundläggande flygutbildning | 1969–1997 | Krigsförbandet baserades på Kiruna flygplats.                                                                                            |
| 3.div/F 5         | 53. lätta attackdivisionen   | Erik Gul     | Grundläggande flygutbildning | 1969–1997 | Krigsförbandet baserades på Vidsels flygplats.                                                                                           |
| 4.div/F 5         |                              | Erik Svart   | Utbildning för lätt attack   | 1969–1997 | Färgen svart används vanligen för 5.div, men på F 5 användes den av 4.div.                                                               |
| 1.div/F 6         | 61. lätta bombflygdivisionen | Filip Röd    | Bomb                         | 1939–1947 | Omorganiserad 1948 till attack |
| 1.div/F 6         | 61. attackflygdivisionen     | Filip Röd    | Attack                       | 1948–1993 | Krigsförbandet baserades på Karlsborg. Överförd 1993 till F 10                                                                           |
| 2.div/F 6         | 62. lätta bombflygdivisionen | Filip Blå    | Bomb                         | 1939–1947 | Omorganiserad 1948 till attack |
| 2.div/F 6         | 62. attackflygdivisionen     | Filip Blå    | Attack                       | 1948–1993 | Krigsförbandet baserades på Karlsborg. Upplöst 1993                                                                                      |
| 3.div/F 6         | 63. lätta bombflygdivisionen | Filip Gul    | Bomb                         | 1940–1948 | Omorganiserad 1948 till attack |
| 3.div/F 6         | 63. attackflygdivisionen     | Filip Gul    | Attack                       | 1948–1967 | Krigsförbandet baserades på Moholm. Vakantsatt 1967                                                                                      |
| 1.div/F 7         | 71. bombflygdivisionen       | Gustav Röd   | Bomb                         | 1940–1951 | Omorganiserad 1951 till attack |
| 1.div/F 7         | 71. attackflygdivisionen     | Gustav Röd   | Attack                       | 1951–1998 | Krigsförbandet baserades på någon av Västgötabaserna. Omorganiserad 1998 till 71. stridsflygdivisionen.                                  |
| 2.div/F 7         | 72. bombflygdivisionen       | Gustav Blå   | Bomb                         | 1941–1951 | Omorganiserad 1951 till attack |
| 2.div/F 7         | 72. attackflygdivisionen     | Gustav Blå   | Attack                       | 1951–1998 | Krigsförbandet baserades på någon av Västgötabaserna. Omorganiserad 1998 till 72. stridsflygdivisionen.                                  |
| 3.div/F 7         | 73. bombflygdivisionen       | Gustav Gul   | Bomb                         | 1940–1951 | Omorganiserad 1951 till attack |
| 3.div/F 7         | 73. attackdivisionen         | Gustav Gul   | Attack                       | 1951–1977 | Krigsförbandet baserades på någon av Västgötabaserna. Upplöst 1977.                                                                      |
| 3.div/F 7         | 73. skolflygdivisionen       | Gustav Gul   | Skol                         | 1977–2012 | Återuppsatt 2007 som skolflygdivision, upplöst 2012.                                                                                     |
|                   | 71. transportflygdivisionen  | Helge Gul    | Transport                    | 1977–2012 | Transportflygfunktionen på Gustav Gul bröts 1977 ut i en egen enhet. Ingår sedan 2012 i 73. transportflygskvadron.                       |
| 1.div/F 8         | 81. jaktflygdivisionen       | Helge Röd    | Jakt                         | 1938–1963 | Krigsförbandet baserades på Barkarby flygplats.                                                                                          |
| 2.div/F 8         | 82. jaktflygdivisionen       | Helge Blå    | Jakt                         | 1938–1963 | Krigsförbandet baserades på Barkarby flygplats.                                                                                          |
| 3.div/F 8         | 83. jaktflygdivisionen       | Helge Gul    | Jakt                         | 1938–1963 | Krigsförbandet baserades på Arlanda flygplats.                                                                                           |
| 4.div/F 8         | Stabens flygavdelning        | Helge Grön?  | Skol och transport           | 1938–1974 | SFA var från 1926 en självständigt förband men uppgick 1938 i F 8.                                                                       |
| 4.div/F 8         | 1. flygtransportdivisionen   |              | Transport, signalspaning     | 1948–1983 | Överförd 1973 till F 3, därefter hemlös tills den 1983 infogades i 71. transportflygdivisionen.                                          |
| 1.div/F 9         | 91. jaktflygdivisionen       | Ivar Röd     | Jakt                         | 1940–1968 | Krigsförbandet baserades på Säve flygbas.                                                                                                |
| 2.div/F 9         | 92. jaktflygdivisionen       | Ivar Blå     | Jakt                         | 1940–1968 | Krigsförbandet baserades på Byholma flygbas.                                                                                             |
| 3.div/F 9         | 93. jaktflygdivisionen       | Ivar Gul     | Jakt                         | 1941–1967 | Krigsförbandet baserades på Halmstads flygplats.                                                                                         |
| 1.div/F 10        | 101. jaktflygdivisionen      | Johan Röd    | Jakt                         | 1940–1992 | Krigsförbandet baserades på Ängelholm alternativt Säve. Upplöstes 1992                                                                   |
| 1.div/F 10        | 101. stridsflygdivisionen    | Johan Röd    | Attack och spaning           | 1993–2001 | Återuppstod 1993 som en spaningsdivision utrustad med AJS 37 Viggen                                                                      |
| 2.div/F 10        | 102. jaktflygdivisionen      | Johan Blå    | Jakt                         | 1940–1999 | Krigsförbandet baserades på Kosta alternativt Everöd.                                                                                    |
| 2.div/F 10        | 102. stridsflygdivisionen    | Johan Blå    | Jakt, attack och spaning     | 1999–2002 | Organiserad som stridsflygdivision med JAS 39 Gripen. Överförd 2002 till F 17.                                                           |
| 3.div/F 10        | 103. jaktflygdivisionen      | Johan Gul    | Jakt                         | 1941–1997 | Krigsförbandet baserades på Knislinge flygbas. Upplöst 1997                                                                              |
| 5.div/F 10        |                              | Johan Svart  | Skol                         | 1986–1989 | Utbildning av österrikiska piloter. |
| 1.div/F 11        | 111. spaningsflygdivisionen  | Kalle Röd    | Spaning                      | 1940–1978 | Krigsförbandet baserades på Kjula flygplats. Delvis överförd 1978 till F 17                                                              |
| 2.div/F 11        | 112. spaningsflygdivisionen  | Sigurd Blå   | Spaning                      | 1941–1979 | Krigsförbandet baserades på Borlänge flygplats. Delvis överförd 1979 till F 17                                                           |
| 3.div/F 11        | 113. spaningsflygdivisionen  | Sigurd Gul   | Spaning                      | 1942–1976 | Krigsförbandet baserades på Kosta flygbas. Delvis överförd till F 13 som Martin Röd                                                      |
| 4.div/F 11        | 114. spaningsflygdivisionen  | Sigurd Svart | Spaning                      | 1948–1976 | Krigsförbandet baserades på Byholma flygbas. Upplöst 1976.                                                                               |
| 5.div/F 11        | 115. spaningsflygdivisionen  | Kalle Svart  | Spaning                      | 1949–1976 | Krigsförbandet baserades på Nyköpings flygplats. Överförd till F 13 som Martin Röd                                                       |
| 1.div/F 12        | 121. jaktflygdivisionen      | Ludvig Röd   | Jakt                         | 1942–1979 | Krigsförbandet baserades på Kalmar flygplats. Överförd 1961 till F 21.                                                                   |
| 2.div/F 12        | 122. jaktflygdivisionen      | Ludvig Blå   | Jakt                         | 1942–1979 | Krigsförbandet baserades på Kosta flygbas. Övertog 1968 anropssignalen Ludvig Röd.                                                       |
| 3.div/F 12        | 123. jaktflygdivisionen      | Ludvig Gul   | Jakt                         | 1942–1979 | Krigsförbandet baserades på Hultsfreds flygplats. Övertog 1968 anropssignalen Ludvig Blå.                                                |
| 1.div/F 13        | 131. jaktflygdivisionen      | Martin Röd   | Jakt                         | 1943–1976 | Krigsförbandet baserades på Bråvalla flygplats. Ombildad 1976 till Spaningsdivision.                                                     |
| 1.div/F 13        | 131. spaningsflygdivisionen  | Martin Röd   | Spaning                      | 1976–1993 | Överförd 1993 till F 10 som Johan Röd.                                                                                                   |
| 2.div/F 13        | 132. jaktflygdivisionen      | Martin Blå   | Jakt                         | 1943–1993 | Krigsförbandet baserades på Björkvik alternativt Eneryda. Överförd 1993 till F 17 och Quintus Blå.                                       |
| 3.div/F 13        | 133. jaktflygdivisionen      | Martin Gul   | Jakt                         | 1943–1978 | Krigsförbandet baserades på Nyköping alternativt Visby. Upplöst 1978.                                                                    |
| 1.div/F 14        | 141. bombflygdivisionen      | Niklas Röd   | Bomb                         | 1945–1953 | Omorganiserad 1953 till attackdivision.                                                                                                  |
| 1.div/F 14        | 141. attackflygdivisionen    | Niklas Röd   | Attack                       | 1953–1961 | Krigsförbandet baserades på Moholms flygbas. Upplöst 1961.                                                                               |
| 2.div/F 14        | 142. bombflygdivisionen      | Niklas Blå   | Bomb                         | 1945–1953 | Omorganiserad 1953 till attackdivision.                                                                                                  |
| 2.div/F 14        | 142. attackflygdivisionen    | Niklas Blå   | Attack                       | 1953–1961 | Krigsförbandet baserades på Råda flygbas. Upplöst 1961.                                                                                  |
| 3.div/F 14        | 143. bombflygdivisionen      | Niklas Gul   | Bomb                         | 1945–1953 | Omorganiserad 1953 till attackdivision.                                                                                                  |
| 3.div/F 14        | 143. attackflygdivisionen    | Niklas Gul   | Attack                       | 1953–1961 | Krigsförbandet baserades på Råda flygbas. Upplöst 1961.                                                                                  |
| 1.div/F 15        | 151. jaktflygdivisionen      | Olle Röd     | Jakt                         | 1945–1960 | Omorganiserad 1960 till attackdivision.                                                                                                  |
| 1.div/F 15        | 151. attackflygdivisionen    | Olle Röd     | Attack                       | 1960–1997 | Krigsförbandet baserades på Söderhamns flygplats. Upplöst 1997.                                                                          |
| 2.div/F 15        | 152. jaktflygdivisionen      | Olle Blå     | Jakt                         | 1945–1960 | Omorganiserad 1960 till attackdivision.                                                                                                  |
| 2.div/F 15        | 152. attackflygdivisionen    | Olle Blå     | Attack                       | 1960–1997 | Krigsförbandet baserades på Fällfors flygbas. Upplöst 1997.                                                                              |
| 3.div/F 15        | 153. jaktflygdivisionen      | Olle Gul     | Jakt                         | 1945–1967 | Omorganiserad 1960 till attackdivision.                                                                                                  |
| 3.div/F 15        | 153. attackflygdivisionen    | Olle Gul     | Attack                       | 1960–1997 | Krigsförbandet baserades på Söderhamns flygplats. Upplöst 1967.                                                                          |
| 1.div/F 16        | 161. jaktflygdivisionen      | Petter Röd   | Jakt                         | 1945–1967 | Krigsförbandet baserades på Ärna flygplats. Upplöst 1967.                                                                                |
| 1.div/F 16        | 161. jaktflygdivisionen      | Petter Röd   | Jakt                         | 1983–1986 | Tillförd från F 1. Både freds- och krigsförbandet baserades på Tullinge flygbas. Upplöst 1986.                                           |
| 2.div/F 16        | 162. jaktflygdivisionen      | Petter Blå   | Jakt                         | 1944–2003 | Krigsförbandet baserades på Tierp alternativt Tullinge. Upplöst 2003.                                                                    |
| 3.div/F 16        | 163. jaktflygdivisionen      | Petter Gul   | Jakt                         | 1944–2000 | Krigsförbandet baserades på Gimo alternativt Tierp. Sammanslagen med Petter Blå 2000.                                                    |
| 5.div/F 16        | 163. lätta attackdivisionen  | Petter Svart | Lätt attack                  | 1983–1996 | Krigsförbandet baserades på Hedens flygbas. Upplöst 1996.                                                                                |
| 5.div/F 16        | 164. lätta attackdivisionen  | Petter Svart | Lätt attack                  | 1983–1996 | Krigsförbandet baserades på Jokkmokks flygbas. Upplöst 1996.                                                                             |
| 1.div/F 17        | 171. torpedflygdivisionen    | Quintus Röd  | Torped                       | 1944–1956 | Omorganiserad 1956 till attackdivision.                                                                                                  |
| 1.div/F 17        | 171. attackflygdivisionen    | Quintus Röd  | Attack                       | 1956–1973 | Omorganiserad 1973 till jaktdivision. |
| 1.div/F 17        | 171. jaktflygdivisionen      | Quintus Röd  | Jakt                         | 1973–2002 | Omorganiserad 2002 till 171. stridsflygdivisionen.                                                                                       |
| 2.div/F 17        | 172. torpedflygdivisionen    | Quintus Blå  | Torped                       | 1944–1956 | Omorganiserad 1956 till attackdivision.                                                                                                  |
| 2.div/F 17        | 172. attackflygdivisionen    | Quintus Blå  | Attack                       | 1956–1973 | Omorganiserad 1973 till jaktdivision. |
| 2.div/F 17        | 172. jaktflygdivisionen      | Quintus Blå  | Jakt                         | 1973–1978 | Omorganiserad 1978 till spaningsdivision.                                                                                                |
| 2.div/F 17        | 172. spaningsflygdivisionen  | Quintus Blå  | Spaning                      | 1978–2002 | Omorganiserad 1978 till 172. stridsflygdivisionen.                                                                                       |
| 3.div/F 17        | 173. torpedflygdivisionen    | Quintus Gul  | Torped                       | 1944–1956 | Omorganiserad 1956 till attackdivision.                                                                                                  |
| 3.div/F 17        | 173. attackflygdivisionen    | Quintus Gul  | Attack                       | 1956–1975 | Upplöst 1975. |
| 3.div/F 17        | 173. helikopterdivisionen    | Quintus Gul  | Flygräddning                 | 1983–1998 | Återuppsatt 1983 som helikopterdivision. Överförd 1997 till Helikopterflottiljen.                                                        |
| 1.div/F 18        | 181. jaktflygdivisionen      | Rudolf Röd   | Jakt                         | 1947–1973 | Krigsförbandet baserades på Tullinge flygbas. Upplöst 1973.                                                                              |
| 2.div/F 18        | 182. jaktflygdivisionen      | Rudolf Blå   | Jakt                         | 1947–1968 | Krigsförbandet baserades på Strängnäs flygbas. Upplöst 1968.                                                                             |
| 3.div/F 18        | 183. jaktflygdivisionen      | Rudolf Gul   | Jakt                         | 1947–1973 | Krigsförbandet baserades på Arboga alternativt Arlanda. Överförd 1973 till F 17                                                          |
| 1.div/F 20        |                              | Tore Röd     | Skol                         | 1944–1982 | Överförd 1982 till F 16, uppgick i Petter Svart.                                                                                         |
| 2.div/F 20        |                              | Tore Blå     | Skol                         | 1944–1982 | Överförd 1982 till F 16, uppgick i Petter Svart.                                                                                         |
| 1.div/F 21        | 211. spaningsflygdivisionen  | Urban Röd    | Spaning                      | 1949–2006 | Omorganiserad 2006 till 211. stridsflygdivisionen.                                                                                       |
| 2.div/F 21        | 212. jaktflygdivisionen      | Urban Blå    | Jakt                         | 1961–2002 | Tillkom 1961 från F 12. Omorganiserad 2002 till 212. stridsflygdivisionen.                                                               |
| 3.div/F 21        | 213. lätta attackdivisionen  | Urban Gul    | Lätt attack                  | 1973–1983 | Omorganiserad 1983 till Jakt. Lätta attacken överförd till Petter Svart.                                                                 |
| 3.div/F 21        | 213. jaktflygdivisionen      | Urban Gul    | Jakt                         | 1983–1999 | Krigsförbandet baserades på Heden, Jokkmokk eller Kiruna. Upplöst 1999.                                                                  |